# Hvaletinci
Hvaletinci – wieś w Słowenii, w gminie Sveti Andraž v Slovenskih goricah. W 2018 roku liczyła 97 mieszkańców.